# The Bully (film 1908)
The Bully è un cortometraggio muto del 1908 diretto da Gilbert M. 'Broncho Billy' Anderson.

## Produzione
Fu prodotto dalla Essanay Film Manufacturing Company.

## Distribuzione
Il cortometraggio uscì nelle sale cinematografiche USA il 16 settembre 1908.